# Рибли, Золтан
Золтан Рибли (венг. Ribli Zoltán; род. 6 сентября 1951, Мохач) — венгерский шахматист, гроссмейстер (1973). Тренер. По профессии техник-машиностроитель.

## Биография

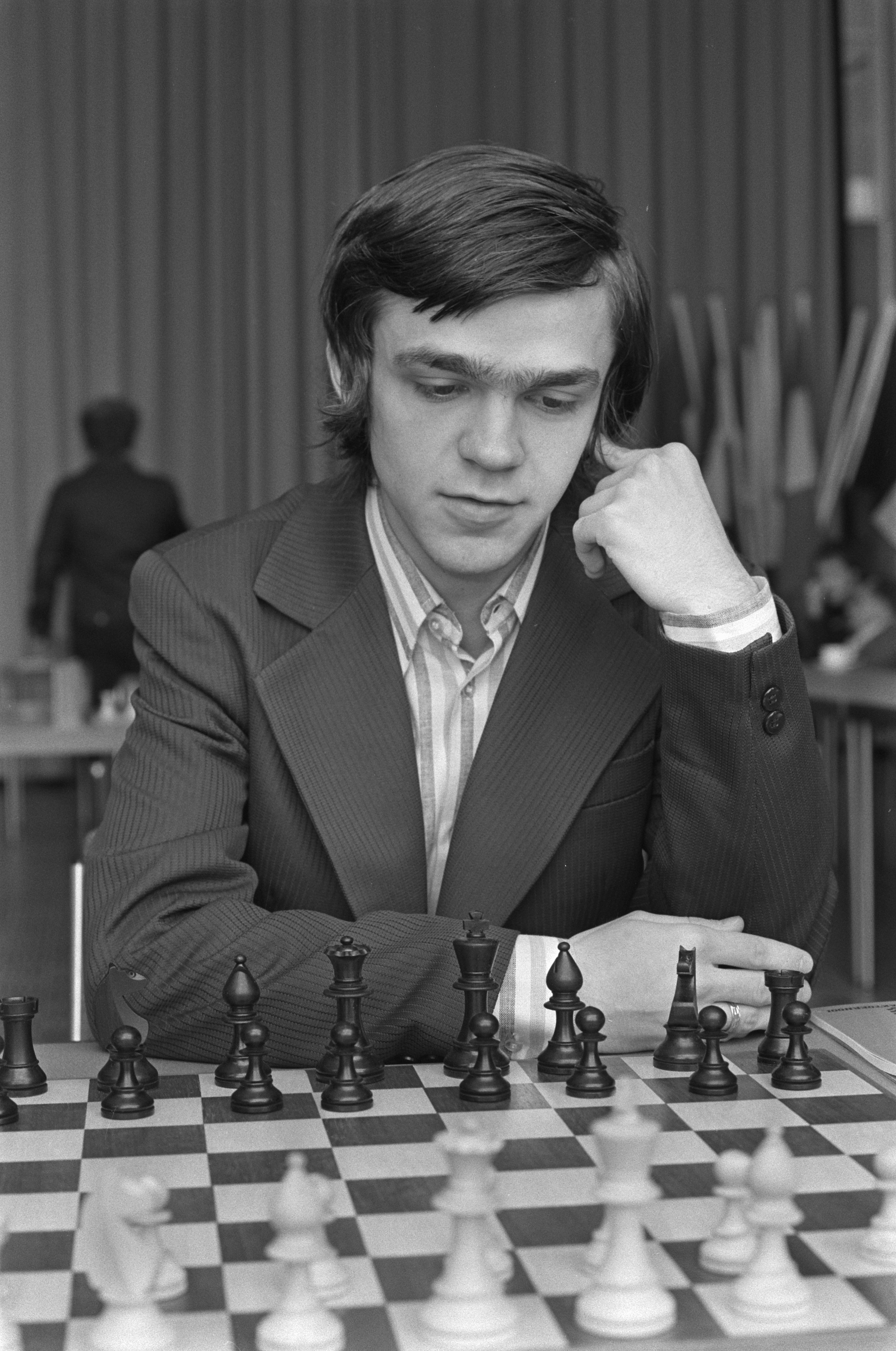
1974 год

Первых крупных успехов добился на юношеских чемпионатах Европы: 1969 — 1-3-е, 1971 — 1-е места. 3-кратный чемпион Венгрии (1973, 1974 и 1977). В составе национальной команды участник 12-и олимпиад (1970—1994) и командных чемпионатов Европы (с 1973). С середины 1970-х годов участник соревнований на первенство мира, в том числе межзональные турниры — Манила (1976) — 5-6-е, Рига (1979) — 3-4-е, Лас-Пальмас (1982) — 1-е, Суботица (1987) — 4-5-е места; матчи претендентов — четвертьфинал (1983) с Э. Торре — 6 : 4 (+3 −1 =6), полуфинала (1983) с В. Смысловым — 4½ : 6½ (+1 −3 =7); турнир претендентов — Монпелье (1985) — 13-14-е места. В составе команды избранных шахматистов мира участник матча с командой СССР
(1984; 5-я доска, выиграл у Р. Ваганяна — 2½ : 1½).
Лучшие результаты в других международных соревнованиях: Залаэгерсег (1969) — 2-4-е; Дебрецен (1970) — 3-4-е; Кечкемет (1972) — 1-2-е; Сьенфуэгос (1972) — 3-е; Лас-Пальмас (1973) — 3-6-е; Амстердам (1974) — 4-е, 1978 — 2-е, 1986 — 3-е; Будапешт (1975) — 1-2-е; Порторож (1975) — 3-5-е, 1979 — 2-3-е, 1985 — 1-3-е; Ленинград (1977) — 6-9-е; Мехико (1980) — 1-е; Линарес (1981) — 4-е; Баден-Баден (1981) — 1-2-е; Бэиле-Еркулане (1982) — 1-е; Вейк-ан-Зее (1983) — 2-е; Тилбург (1984) — 2-5-е; Лондон (1984) и Загреб (1985) — 5-6-е; Сараево (1985) — 3-е; Лондон (1986) — 4-5-е; Дортмунд (1986) и Реджо-нель-Эмилия (1986/1987) — 1-е места
Член символического клуба победителей чемпионов мира Михаила Чигорина c 3 июля 1980 года.
Шахматист универсального стиля, хорошо решающий стратегические и тактические задачи; обладает высокой техникой реализации даже минимального преимущества.
Международный арбитр (1995), заслуженный тренер ФИДЕ (2009).

## Изменения рейтинга
| Графики недоступны из-за технических проблем. См. информацию на Фабрикаторе и на mediawiki.org. |